# 我们的存在 (电影)
《我们的存在》（日語：僕等がいた）分为前篇和后篇，是日本漫畫改编电影，前篇在2012年3月17日上映，后篇在2012年4月21日上映。在台灣，譯名為《愛，一直都在》，前篇名稱為《愛，一直都在－初戀》，後篇名稱為《愛，一直都在－真愛》。在香港，譯名為《相愛的約定》，前篇在2013年4月25日上映，后篇在2013年5月2日上映。

## 剧情
高中开始后，高桥七美认识了同班同学矢野元晴，最初，高桥非常讨厌矢野，渐渐地却慢慢喜欢上了矢野。一天，高桥主动向矢野表白爱意，打动了矢野的内心。矢野内心暗藏着无法直面深刻回忆的过去，因此，矢野和高桥的爱情一直都是分分合合。
一年后，高桥原本约定在东京与矢野见面，却失去了联络，而且不知道是怎么回事。幾年後，高桥被竹内匡史求婚，但是被高桥拒绝了，因为高桥真正深爱的是矢野。高桥通过努力与矢野联系上了，一场小意外之后，两人终于重逢，最终高桥被矢野求婚，结成伴侣。

## 演员
| 演员       | 角色         | 备注 |
| 生田斗真   | 矢野元晴     | 高桥爱慕的男生，后来两人最终结成伴侣。                                                                             |
| 吉高由里子 | 高桥七美     | 矢野的女友，后来结成伴侣，曾被竹内追求过。                                                                         |
| 高冈苍甫   | 竹内匡史     | 爱慕高桥，但是两人有缘无分。                                                                                       |
| 本假屋唯香 | 山本有里     | 是山本奈奈的妹妹，表面上討厭矢野，事實上卻也喜歡他。一直活在姐姐去世的陰影下。                                     |
| 比嘉爱未   | 千见寺亚希子 | 是矢野的高中同學，幫助高橋和矢野重新再一起。                                                                       |
| 小松彩夏   | 山本奈奈     | 是矢野的前女友，但卻喜歡另一個有暴力頃向的男生而拋棄矢野，實是為了跟那個男生講清楚才與他出去，最後因為車禍而去世。 |
| 麻生祐未   | 矢野庸子     | 矢野的母親，熱愛園藝，但失業又罹患癌症。以為矢野要拋下她去找美智子，而跳樓自殺身亡。                               |
| 须藤理彩   | 竹内文香     | 是竹內的姐姐，有智慧又提點了高橋。                                                                                 |
| 绿友利惠   | 水口         | 七美在北海道念高中時的朋友。                                                                                       |
| 山下容莉枝 | 长仓美智子   | 矢野生父的合法妻子。                                                                                               |
| 圆城寺彩   | 山本多惠     | |

## 曲目
- 前篇《祈禱 ～眼淚的痕跡》，Mr.Children
- 後篇《pieces》，Mr.Children

## 制作
《我们的存在前篇》紧跟《哆啦A梦2012》，在日本获得了热销。
电影的舞台主要是北海道和东京都。
恋爱科学研究所所长荒牧佳代分析说：“和恋人分开，女生都会觉得寂寞，但女生更喜欢那种一心一意对待远方男友的自己。女性的爱情可以说比男性丰富8倍以上。”，“希望大家看了这部作品后能回想起自己遗忘很久的那种真挚的感情。”